# Leichtathletik-Europacup 1991
| 13. Leichtathletik-Europacup                          | 13. Leichtathletik-Europacup | 13. Leichtathletik-Europacup | 13. Leichtathletik-Europacup | 13. Leichtathletik-Europacup | 13. Leichtathletik-Europacup |
| ----------------------------------------------------- | ---------------------------- | ---------------------------- | ---------------------------- | ---------------------------- | ---------------------------- |
|                                                       |                              |                              |                              |                              |                              |
| Resultate Superliga (Endstand nach 36 Entscheidungen) |                              |                              |                              |                              |                              |
| Frankfurt/M., Waldstadion – 29./30. Juni 1991         |                              |                              |                              |                              |                              |
| Frauen                                                | Frauen                       | Frauen                       | Männer                       | Männer                       | Männer                       |
| Platz                                                 | Land                         | Punkte                       | Platz                        | Land                         | Punkte                       |
| 1                                                     | Deutschland                  | 110                          | 1                            | Sowjetunion                  | 114,0                        |
| 2                                                     | Sowjetunion                  | 105                          | 2                            | Großbritannien               | 111,5                        |
| 3                                                     | Großbritannien               | 082                          | 3                            | Deutschland                  | 108,0                        |
| 4                                                     | Rumänien                     | 071                          | 4                            | Italien                      | 107,0                        |
| 5                                                     | Frankreich                   | 062                          | 5                            | Frankreich                   | 098,5                        |
| 6                                                     | Polen                        | 055                          | 6                            | Tschechoslowakei             | 066,5                        |
| 7                                                     | Bulgarien                    | 046                          | 7                            | Ungarn                       | 063,0                        |
| 8                                                     | Ungarn                       | 044                          | 8                            | Bulgarien                    | 049,5                        |
| ← Gateshead 1989                                      | ← Gateshead 1989             | ← Gateshead 1989             | Rom 1993 →                   | Rom 1993 →                   | Rom 1993 →                   |
|  abgestiegen in die 1. Liga des nächsten Europacups   |                              |                              |                              |                              |                              |

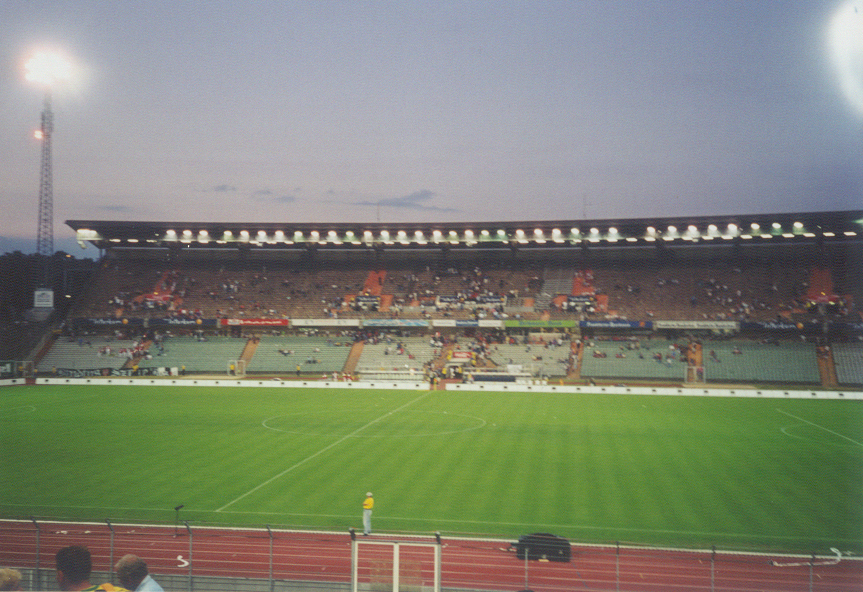
Das Waldstadion vor dem Umbau, hier im Jahr 2001

Das 13. Leichtathletik-Europacup-Superligafinale fand am 29. und 30. Juni 1991 im Waldstadion von Frankfurt/M. (Deutschland) statt und umfasste 36 Disziplinen (20 Männer, 16 Frauen).

## Modus
Die diesjährige Austragung fand weiterhin nach den im Europacup 1983 erstmals gültigen Regeln statt. Das höchste Niveau des Cups wurde als Superliga bezeichnet und mit jeweils acht Männer- und Frauen-Teams ausgetragen. Die einen Rang darunter platzierten Nationen trugen ihre Wettbewerbe in der 1. Liga aus. Die Teams der 2. Liga waren in die beiden Gruppen 1 und 2 aufgeteilt. Die Teilnehmernationen waren durch die Resultate von 1989 mit Auf- und Absteigern bereits festgelegt. Alle Wettbewerbe wurden am selben Wochenende – Samstag, 29. und Sonntag, 30. Juni – ausgetragen. Die Platzierungen in den drei Ligen entschieden über das seit 1983 praktizierte System mit Auf- und Absteigern über die Ligeneinteilungen des nächsten Cups im Jahr 1993.
Bis zum kommenden Europacup 1993 wurde der bewährte zweijährige Wettkampfturnus mit Austragung der Veranstaltung in den ungeraden Jahren jeweils zwischen den Jahren mit Europameisterschaften bzw. Olympischen Spielen beibehalten. Ab 1994 fand die Veranstaltung dann in jedem Jahr statt. Durch den geänderten Austragungsrhythmus der Leichtathletik-Weltmeisterschaften, die jetzt alle zwei Jahre auf dem Programm standen, war der Europacup nie mehr der internationale Jahreshöhepunkt. In den ungeraden Jahren wurden Weltmeisterschaften in den geraden Jahren Europameisterschaften oder Olympische Spiele ausgetragen. Dies führte im Lauf der kommenden Jahre zu einer Abwertung des Europacups. Es kam später sogar dazu, dass die stärksten Athleten eines Landes kein Interesse mehr für die Europacupteilnahme hatten, sodass häufig nicht die besten Sportler am Start waren. Der Deutsche Leichtathletik-Verband schaffte deswegen später Anreize für die Teilnahme seiner stärksten Leichtathleten, indem der Sieger eines Europacupwettbewerbs sich automatisch für die Weltmeisterschaften qualifizierte.

## Der Leichtathletik-Europacup 1991
Seit 1975 fanden die Frauenwettbewerbe im A-Finale bzw. in der Superliga am selben Ort und an denselben beiden Tagen gemeinsam mit den Männerwettbewerben statt. So war es auch in der diesjährigen Austragung. Wie seit 1983 üblich wurden alle Ligen des Europacups am selben Wochenende durchgeführt.
Im Wettbewerbsprogramm gab es auch diesmal keine Änderungen. Der Wettbewerbskatalog für die Frauen wurde in den darauffolgenden Jahren sukzessive immer weiter an die Männerdisziplinen angepasst. Die nächste Erweiterung sollte 1993 erfolgen.
Zum letzten Mal setzte sich die Teilnehmerschaft aus den bis dahin in der Zeit nach dem Zweiten Weltkrieg bestehenden Nationen zusammen. Durch den Zerfall der Sowjetunion in zahlreiche selbstständige Staaten in den beginnenden 1990er Jahren standen diesbezüglich tiefgreifende Änderungen bevor. Die deutsche Wiedervereinigung hatte schon in diesem Jahr den Start eines gesamtdeutschen Teams zur Folge.
Im Frauenwettbewerb nutzte Gastgeber Deutschland seinen Heimvorteil und gewann vor der Sowjetunion. Bei den Männern setzte sich die Sowjetunion vor Großbritannien durch.
Ein besonderer Höhepunkt war der Zweikampf im 400-Meter-Lauf der Frauen zwischen der deutschen Europameisterin Grit Breuer und der Französin Marie-José Pérec, den die Französin klar für sich entschied.
Es wurden die folgenden beiden Landesrekorde, gleichzeitig deutschen Rekorde, aufgestellt:
- Dreisprung, Männer: 17,66 m – Ralf Jaros, Deutschland
- 10.000-Meter-Lauf, Frauen: 31:02,62 min – Kathrin Ullrich, Deutschland

## Doping
Es gab zwei dopingbedingte Disqualifikationen:
- Emil Zwetanow (Bulgarien), Speerwurf, zunächst Rang fünf – Sein hier erzieltes Resultat wurde nach einem positiven Dopingtest annulliert.[2]
- Jelena Rodina (Sowjetunion), Hochsprung zunächst Rang eins – Sie wurde nach einem positiven Dopingbefund disqualifiziert.[3]

## Länderwertungen 2. Liga
Die 2. Liga der Männer und Frauen wurde wie in den letzten Jahren in zwei Gruppen diesmal wieder jeweils gemeinsam mit Frauen und Männern ausgetragen. Die Wettbewerbe der Gruppe 1 fanden in Viseu, Portugal, statt. Die Gruppe 2 wurde in der griechischen Hauptstadt Athen ausgetragen. Aus beiden Gruppen qualifizierte sich das jeweils siegreiche Team für die Teilnahme in der B-Gruppe des nächsten Europacups.
| Länderwertungen 2. Liga Gruppe 1 in Viseu | Länderwertungen 2. Liga Gruppe 1 in Viseu | Länderwertungen 2. Liga Gruppe 1 in Viseu | Länderwertungen 2. Liga Gruppe 1 in Viseu | Länderwertungen 2. Liga Gruppe 1 in Viseu | Länderwertungen 2. Liga Gruppe 1 in Viseu |
|                                           | Frauen                                    | Frauen                                    |                                           | Männer                                    | Männer                                    |
| Platz                                     | Land                                      | Punkte                                    |                                           | Land                                      | Punkte                                    |
| ----------------------------------------- | ----------------------------------------- | ----------------------------------------- | ----------------------------------------- | ----------------------------------------- | ----------------------------------------- |
| 1                                         | Norwegen                                  | 76                                        |                                           | Norwegen                                  | 92,0                                      |
| 2                                         | Portugal                                  | 66                                        |                                           | Portugal                                  | 89,0                                      |
| 3                                         | Österreich                                | 61                                        |                                           | Niederlande                               | 75,5                                      |
| 4                                         | Dänemark                                  | 50                                        |                                           | Dänemark                                  | 62,0                                      |
| 5                                         | Irland                                    | 48                                        |                                           | Irland                                    | 58,5                                      |
| 6                                         | Island                                    | 34                                        |                                           | Island                                    | 41,0                                      |

 qualifiziert für die 1. Liga des nächsten Europacups
| Länderwertungen 2. Liga Gruppe 2 in Athen | Länderwertungen 2. Liga Gruppe 2 in Athen | Länderwertungen 2. Liga Gruppe 2 in Athen | Länderwertungen 2. Liga Gruppe 2 in Athen | Länderwertungen 2. Liga Gruppe 2 in Athen | Länderwertungen 2. Liga Gruppe 2 in Athen |
|                                           | Frauen                                    | Frauen                                    |                                           | Männer                                    | Männer                                    |
| Platz                                     | Land                                      | Punkte                                    |                                           | Land                                      | Punkte                                    |
| ----------------------------------------- | ----------------------------------------- | ----------------------------------------- | ----------------------------------------- | ----------------------------------------- | ----------------------------------------- |
| 1                                         | Jugoslawien                               | 69                                        |                                           | Rumänien                                  | 81                                        |
| 2                                         | Griechenland                              | 67                                        |                                           | Belgien                                   | 72                                        |
| 3                                         | Israel                                    | 40                                        |                                           | Türkei                                    | 52                                        |
| 4                                         | Türkei                                    | 38                                        |                                           | Zypern                                    | 47                                        |
| 5                                         | Zypern                                    | 26                                        |                                           | Israel                                    | 45                                        |

 qualifiziert für die 1. Liga des nächsten Europacups

## Länderwertungen 1. Liga
Die Wettbewerbe in der 1. Liga wurden für Männer und Frauen diesmal wieder gemeinsam ausgetragen. Austragungsort war die spanische Stadt Barcelona. Die jeweils siegreiche Mannschaft qualifizierte sich für die Superliga des kommenden Europacups. Außerdem stiegen die beiden Teams auf den jeweils letzten Plätzen ab in die 2. Liga.
| Länderwertungen 1. Liga – in Barcelona | Länderwertungen 1. Liga – in Barcelona | Länderwertungen 1. Liga – in Barcelona | Länderwertungen 1. Liga – in Barcelona | Länderwertungen 1. Liga – in Barcelona | Länderwertungen 1. Liga – in Barcelona |
|                                        | Frauen                                 | Frauen                                 |                                        | Männer                                 | Männer                                 |
| Platz                                  | Land                                   | Punkte                                 |                                        | Land                                   | Punkte                                 |
| -------------------------------------- | -------------------------------------- | -------------------------------------- | -------------------------------------- | -------------------------------------- | -------------------------------------- |
| 1                                      | Italien                                | 93                                     |                                        | Spanien                                | 118                                    |
| 2                                      | Finnland                               | 89                                     |                                        | Polen                                  | 116                                    |
| 3                                      | Tschechoslowakei                       | 79                                     |                                        | Schweden                               | 108                                    |
| 4                                      | Spanien                                | 73                                     |                                        | Jugoslawien                            | 090                                    |
| 5                                      | Belgien                                | 66                                     |                                        | Schweiz                                | 082                                    |
| 6                                      | Schweiz                                | 58                                     |                                        | Finnland                               | 081                                    |
| 7                                      | Schweden                               | 58                                     |                                        | Österreich                             | 065                                    |
| 8                                      | Niederlande                            | 57                                     |                                        | Griechenland                           | 055                                    |

 qualifiziert für die Superliga des nächsten Europacups

 abgestiegen in die 2. Liga des nächsten Europacups

## Länderwertungen Superliga
Die Männer- und Frauenteams auf dem jeweils letzten Platz stiegen in die 1. Liga des nachfolgenden Europacups ab.
| Länderwertungen Superliga – in Frankfurt/M. | Länderwertungen Superliga – in Frankfurt/M. | Länderwertungen Superliga – in Frankfurt/M. | Länderwertungen Superliga – in Frankfurt/M. | Länderwertungen Superliga – in Frankfurt/M. | Länderwertungen Superliga – in Frankfurt/M. |
|                                             | Frauen                                      | Frauen                                      |                                             | Männer                                      | Männer                                      |
| Platz                                       | Land                                        | Punkte                                      |                                             | Land                                        | Punkte                                      |
| ------------------------------------------- | ------------------------------------------- | ------------------------------------------- | ------------------------------------------- | ------------------------------------------- | ------------------------------------------- |
| 1                                           | Deutschland                                 | 110                                         | 1                                           | Sowjetunion                                 | 114,0                                       |
| 2                                           | Sowjetunion                                 | 105                                         | 2                                           | Großbritannien                              | 111,5                                       |
| 3                                           | Großbritannien                              | 082                                         | 3                                           | Deutschland                                 | 108,0                                       |
| 4                                           | Rumänien                                    | 071                                         | 4                                           | Italien                                     | 107,0                                       |
| 5                                           | Frankreich                                  | 062                                         | 5                                           | Frankreich                                  | 098,5                                       |
| 6                                           | Polen                                       | 055                                         | 6                                           | Tschechoslowakei                            | 066,5                                       |
| 7                                           | Bulgarien                                   | 046                                         | 7                                           | Ungarn                                      | 063,0                                       |
| 8                                           | Ungarn                                      | 044                                         | 8                                           | Bulgarien                                   | 049,5                                       |

 abgestiegen in die 1. Liga des nächsten Europacups

## Legende
Kurze Übersicht zur Bedeutung der Symbolik – so üblicherweise auch in sonstigen Veröffentlichungen verwendet:
| DR  | Deutscher Rekord                                             |
| DNF | did not finish (nicht im Ziel)                               |
| DSQ | disqualifiziert                                              |
| DOP | wegen Dopingvergehens disqualifiziert                        |
| w   | Rückenwindunterstützung über dem erlaubten Limit von 2,0 m/s |
| x   | ungültig                                                     |
| o   | Höhe übersprungen                                            |
| –   | ausgelassen                                                  |
| w   | Rückenwindunterstützung über dem erlaubten Limit von 2,0 m/s |

## Superliga: Resultate der Einzeldisziplinen

### Männer

#### 100 m
| Platz | Athlet            | Land | Zeit (s) |
| ----- | ----------------- | ---- | -------- |
| 1     | Linford Christie  | GBR  | 10,18    |
| 2     | Daniel Sangouma   | FRA  | 10,20    |
| 3     | Steffen Bringmann | GER  | 10,42    |
| 4     | Ezio Madonia      | ITA  | 10,42    |
| 5     | Attila Kovács     | HUN  | 10,51    |
| 6     | Witali Sawin      | URS  | 10,51    |
| 7     | Nikolai Antonow   | BUL  | 10,66    |
| 8     | Jiří Mezihorák    | TCH  | 10,72    |

Datum: 29. Juni
Wind: +0,5 m/s

#### 200 m
| Platz | Athlet                | Land | Zeit (s) |
| ----- | --------------------- | ---- | -------- |
| 1     | Jean-Charles Trouabal | FRA  | 20,60    |
| 2     | John Regis            | GBR  | 20,73    |
| 3     | Stefano Tilli         | ITA  | 20,79    |
| 4     | Aleksandr Goremkyn    | URS  | 20,83    |
| 5     | Florian Schwarthoff   | GER  | 21,16    |
| 6     | Nikolai Antonow       | BUL  | 21,37    |
| 7     | Jindřich Roun         | TCH  | 21,39    |
| 8     | Tamás Molnár          | HUN  | 21,39    |

Datum: 30. Juni
Wind: −1,6 m/s

#### 400 m
| Platz | Athlet                     | Land | Zeit (s) |
| ----- | -------------------------- | ---- | -------- |
| 1     | Roger Black                | GBR  | 44,91    |
| 2     | Olivier Noirot             | FRA  | 45,18    |
| 3     | Tamás Molnár               | HUN  | 45,78    |
| 4     | Wjatscheslaw Kotscherjagin | URS  | 45,88    |
| 5     | Andrea Nuti                | ITA  | 46,04    |
| 6     | Jindřich Roun              | TCH  | 46,17    |
| 7     | Kai Karsten                | GER  | 46,40    |
| 8     | Zwetoslaw Stankulow        | BUL  | 46,61    |

Datum: 29. Juni

#### 800 m
| Platz | Athlet                | Land | Zeit (min) |
| ----- | --------------------- | ---- | ---------- |
| 1     | Tom McKean            | GBR  | 1:45,60    |
| 2     | Andrzej Sudnik        | URS  | 1:46,35    |
| 3     | Frédéric Cornette     | FRA  | 1:46,63    |
| 4     | Joachim Dehmel        | GER  | 1:46,77    |
| 5     | Tonino Viali          | ITA  | 1:47,04    |
| 6     | Robert Banai          | HUN  | 1:47,29    |
| 7     | Václav Hrích          | TCH  | 1:47,62    |
| 8     | Miroslaw Tschotschkow | BUL  | 1:53,75    |

Datum: 30. Juni

#### 1500 m
| Platz | Athlet                | Land | Zeit (min) |
| ----- | --------------------- | ---- | ---------- |
| 1     | Peter Elliott         | GBR  | 3:43,39    |
| 2     | Jens-Peter Herold     | GER  | 3:43,47    |
| 3     | Gennaro Di Napoli     | ITA  | 3:44,75    |
| 4     | Sergei Melnikow       | URS  | 3:45,63    |
| 5     | Hervé Phélippeau      | FRA  | 3:46,70    |
| 6     | Robert Banai          | HUN  | 3:47,92    |
| 7     | Milan Drahonovský     | TCH  | 3:48,00    |
| 8     | Miroslaw Tschotschkow | BUL  | 3:55,22    |

Datum: 29. Juni

#### 5000 m
| Platz | Athlet            | Land | Zeit (min) |
| ----- | ----------------- | ---- | ---------- |
| 1     | Salvatore Antibo  | ITA  | 13:21,68   |
| 2     | Gary Staines      | GBR  | 13:35,08   |
| 3     | Pascal Thiébaut   | FRA  | 13:45,61   |
| 4     | Farid Tschairulin | URS  | 13:45,99   |
| 5     | Jens Karraß       | GER  | 13:46,32   |
| 6     | Róbert Štefko     | TCH  | 13:46,81   |
| 7     | Jewgeni Ignatow   | BUL  | 13:47,68   |
| 8     | Zoltán Káldy      | HUN  | 13:48,83   |

Datum: 30. Juni

#### 10.000 m
| Platz | Athlet             | Land | Zeit (min) |
| ----- | ------------------ | ---- | ---------- |
| 1     | Eamonn Martin      | GBR  | 28:00,53   |
| 2     | Francesco Panetta  | ITA  | 28:03,10   |
| 3     | Stéphane Franke    | GER  | 28:04,41   |
| 4     | Jean-Louis Prianon | FRA  | 28:23,27   |
| 5     | Zoltán Káldy       | HUN  | 28:24,89   |
| 6     | Oleg Strischakow   | URS  | 28:47,95   |
| 7     | Christo Stefanow   | BUL  | 28:52,85   |
| 8     | Petr Pipa          | TCH  | 29:28,88   |

Datum: 29. Juni

#### 110 m Hürden
| Platz | Athlet              | Land | Zeit (s) |
| ----- | ------------------- | ---- | -------- |
| 1     | Colin Jackson       | GBR  | 13,31    |
| 2     | Florian Schwarthoff | GER  | 13,43    |
| 3     | Philippe Tourret    | FRA  | 13,63    |
| 4     | Igors Kazanovs      | URS  | 13,64    |
| 5     | Igor Kováč          | TCH  | 13,94    |
| 6     | Fausto Frigerio     | ITA  | 14,03    |
| 7     | György Bakos        | HUN  | 14,20    |
| 8     | Georgi Georgiew     | BUL  | 14,21    |

Datum: 30. Juni
Wind: −0,9 m/s

#### 400 m Hürden
| Platz | Athlet            | Land | Zeit (s) |
| ----- | ----------------- | ---- | -------- |
| 1     | Kriss Akabusi     | GBR  | 48,39    |
| 2     | Stéphane Caristan | FRA  | 49,43    |
| 3     | Fabrizio Mori     | ITA  | 49,76    |
| 4     | Wladimir Budko    | URS  | 49,96    |
| 5     | Jozef Kucej       | TCH  | 50,27    |
| 6     | Udo Schiller      | GER  | 50,67    |
| 7     | Krasimir Demirew  | BUL  | 51,03    |
| 8     | Robert Bagyi      | HUN  | 52,29    |

Datum: 29. Juni

#### 3000 m Hindernis
| Platz | Athlet                  | Land | Zeit (min) |
| ----- | ----------------------- | ---- | ---------- |
| 1     | Alessandro Lambruschini | ITA  | 8:29,62    |
| 2     | Iwan Konowalow          | URS  | 8:30,37    |
| 3     | Béla Vágó               | HUN  | 8:30,60    |
| 4     | Hagen Melzer            | GER  | 8:31,89    |
| 5     | Jiří Švec               | TCH  | 8:32,26    |
| 6     | Tom Hanlon              | GBR  | 8:32,50    |
| 7     | Bruno Le Stum           | FRA  | 8:37,20    |
| 8     | Burgas Jordanow         | BUL  | 8:59,31    |

Datum: 30. Juni

#### 4 × 100 m Staffel
| Platz | Besetzung        | Land                                                                     | Zeit (s) |
| ----- | ---------------- | ------------------------------------------------------------------------ | -------- |
| 1     | Frankreich       | Gilles Quénéhervé Daniel Sangouma Jean-Charles Trouabal Bruno Marie-Rose | 38,67    |
| 2     | Sowjetunion      | Juri Jasunin Andrei Fedoriw Aleksandr Goremkyn Witali Sawin              | 38,87    |
| 3     | Italien          | Giorgio Marras Carlo Simionato Ezio Madonia Stefano Tilli                | 38,89    |
| 4     | Deutschland      | Steffen Görmer Steffen Bringmann Stephan Schütz Wolfgang Haupt           | 39,27    |
| 5     | Ungarn           | Csaba Zajovics László Karaffa Pál Rezák Attila Kovács                    | 39,89    |
| 6     | Tschechoslowakei | Luboš Ruda Jindřich Roun Ivo Rýznar Jiří Mezihorák                       | 40,07    |
| 7     | Bulgarien        | Dimitar Pintew Valentin Atenassow Krasimir Boschinowski Nikolai Antonow  | 40,23    |
| DSQ   | Großbritannien   | Darren Braithwaite John Regis Marcus Adam Linford Christie               |          |

Datum: 29. Juni

#### 4 × 400 m Staffel
| Platz | Besetzung        | Land                                                                      | Zeit (min) |
| ----- | ---------------- | ------------------------------------------------------------------------- | ---------- |
| 1     | Großbritannien   | Paul Sanders Kriss Akabusi Brian Whittle Roger Black                      | 3:00,58    |
| 2     | Sowjetunion      | Dmitri Golowastow Dmitri Kliger Wladimir Popow Wjatscheslaw Kotscherjagin | 3:01,80    |
| 3     | Italien          | Marco Vaccari Fabio Grossi Alessandro Aimar Andrea Nuti                   | 3:02,32    |
| 4     | Deutschland      | Kai Karsten Klaus Weigelt Florian Hennig Jens Carlowitz                   | 3:02,58    |
| 5     | Frankreich       | Jacques Faraudière Thierry Jean-Charles André Jaffory Olivier Noirot      | 3:03,76    |
| 6     | Tschechoslowakei | Jiří Janoušek Luboš Jostak Luboš Baloska Jindřich Roun                    | 3:06,22    |
| 7     | Bulgarien        | Anton Iwanow Iwailo Wassilew Kiril Raikow Swetoslaw Stankulow             | 3:06,81    |
| DSQ   | Ungarn           | Dusán Kovács Gusztaf Menczer Csaba Zajovics Tamás Molnár                  |            |

Datum: 30. Juni

#### Hochsprung
| Platz | Athlet         | Land | Höhe (m) | Versuchsserie (m) | Versuchsserie (m) | Versuchsserie (m) | Versuchsserie (m) | Versuchsserie (m) | Versuchsserie (m) | Versuchsserie (m) | Versuchsserie (m) | Versuchsserie (m) | Versuchsserie (m) | Versuchsserie (m) |
| Platz | Athlet         | Land | Höhe (m) | 2,00              | 2,05              | 2,10              | 2,14              | 2,18              | 2,22              | 2,26              | 2,28              | 2,30              | 2,32              | 2,35              |
| 1     | Dalton Grant   | GBR  | 2,30     | –                 | –                 | –                 | o                 | –                 | o                 | –                 | xo                | o                 | –                 | xxx               |
| 2     | Igor Paklin    | URS  | 2,28     | –                 | –                 | –                 | –                 | o                 | –                 | xo                | xo                | –                 | xxx               |                   |
| 3     | Joël Vincent   | FRA  | 2,22     | –                 | –                 | o                 | o                 | o                 | o                 | xxx               |                   |                   |                   |                   |
| 4     | Georgi Dakow   | BUL  | 2,22     | –                 | –                 | –                 | –                 | xxo               | xo                | xxx               |                   |                   |                   |                   |
| 5     | Luca Toso      | ITA  | 2,18     | –                 | –                 | xo                | –                 | o                 | xxx               |                   |                   |                   |                   |                   |
| 6     | Milan Machotka | TCH  | 2,15     | –                 | o                 | o                 | o                 | xxx               |                   |                   |                   |                   |                   |                   |
| 6     | Ralf Sonn      | GER  | 2,15     | –                 | –                 | o                 | o                 | xxx               |                   |                   |                   |                   |                   |                   |
| 8     | Peter Deutsch  | HUN  | 2,00     | o                 | –                 | xxx               |                   |                   |                   |                   |                   |                   |                   |                   |

Datum: 29. Juni

#### Stabhochsprung
| Platz | Athlet           | Land | Höhe (m) | Versuchsserie (m) | Versuchsserie (m) | Versuchsserie (m) | Versuchsserie (m) | Versuchsserie (m) | Versuchsserie (m) | Versuchsserie (m) |
| Platz | Athlet           | Land | Höhe (m) | 4,80              | 5,00              | 5,20              | 5,40              | 5,50              | 5,60              | 5,80              |
| 1     | Grigori Jegorow  | URS  | 5,60     | –                 | –                 | –                 | o                 | –                 | o                 | xxx               |
| 2     | Gianni lapichino | ITA  | 5,50     | –                 | o                 | o                 | o                 | xo                | xxx               |                   |
| 3     | István Bagyula   | HUN  | 5,50     | –                 | –                 | xo                | o                 | xo                | xxx               |                   |
| 4     | Philippe Collet  | FRA  | 5,40     | –                 | –                 | –                 | o                 | –                 | xxx               |                   |
| 4     | Bernhard Zintl   | GER  | 5,40     | –                 | –                 | o                 | o                 | xxx               |                   |                   |
| 6     | Andy Ashurst     | GBR  | 5,20     | o                 | o                 | o                 | xxx               |                   |                   |                   |
| 6     | Delko Lessew     | BUL  | 5,20     | –                 | –                 | o                 | –                 | xxx               |                   |                   |
| 8     | Zdeněk Lubenský  | TCH  | 5,20     | –                 | xxo               | o                 | xxx               |                   |                   |                   |

Datum: 30. Juni

#### Weitsprung
| Platz | Athlet               | Land | Weite (m) | Versuchsserie (m) | Versuchsserie (m) | Versuchsserie (m) | Versuchsserie (m) | Versuchsserie (m) | Versuchsserie (m) |
| Platz | Athlet               | Land | Weite (m) | 1. Versuch        | 2. Versuch        | 3. Versuch        | 4. Versuch        | 5. Versuch        | 6. Versuch        |
| 1     | Dietmar Haaf         | GER  | 8,30 w    | 8,00              | x                 | 8,01              | x                 | 8,30 w            | x                 |
| 2     | Robert Emmijan       | URS  | 8,0100    | x                 | 7,70 w            | 8,01              | 7,85 w            | x                 | 17,9700           |
| 3     | Giovanni Evangelisti | ITA  | 7,7600    | x                 | x                 | 7,76              | 7,7100            | x                 | 7,5500            |
| 4     | Milan Gombala        | TCH  | 7,7300    | 7,50              | 7,5600            | 7,73              | 7,4900            | x                 | 7,6800            |
| 5     | Mark Forsythe        | GBR  | 7,6400    | 7,64              | 7,60 w            | x                 | x                 | x                 | 7,6000            |
| 6     | Krasimir Mintschew   | BUL  | 7,58 w    | 7,43              | 7,58 w            | 7,45              | x                 | x                 | 7,4400            |
| 7     | Zsolt Szabó          | HUN  | 7,48 w    | x                 | x                 | x                 | 7,24 w            | x                 | 7,48 w            |
| 8     | Rudy Verbeke         | FRA  | 7,2000    | x                 | 7,2000            | x                 | x                 | x                 | 7,1000            |

Datum: 29. Juni

#### Dreisprung
| Platz | Athlet              | Land | Weite (m) | Versuchsserie (m) | Versuchsserie (m) | Versuchsserie (m) | Versuchsserie (m) | Versuchsserie (m) | Versuchsserie (m) |
| Platz | Athlet              | Land | Weite (m) | 1. Versuch        | 2. Versuch        | 3. Versuch        | 4. Versuch        | 5. Versuch        | 6. Versuch        |
| 1     | Ralf Jaros          | GER  | 17,66 DR  | 16,3000           | 16,5300           | x                 | 17,6600           | –                 | x                 |
| 2     | Ján Čado            | TCH  | 16,94000  | 16,3200           | 16,4900           | 16,9000           | 16,9400           | x                 | 16,6900           |
| 3     | Georges Sainte-Rose | FRA  | 16,93000  | 16,7900           | 16,8900           | 15,7500           | 16,9300           | x                 | 16,7800           |
| 4     | John Herbert        | GBR  | 16,63000  | x                 | x                 | 16,6300           | x                 | 16,53 w           | x                 |
| 5     | Galin Georgiew      | BUL  | 16,59 w0  | 16,2800           | 16,59 w           | x                 | 16,2800           | 16,14 w           | x                 |
| 6     | Dario Badinelli     | ITA  | 16,51 w0  | 15,8500           | 16,1200           | 15,97 w           | 16,09 w           | 16,3900           | 16,51 w           |
| 7     | Oleg Sakirkin       | URS  | 16,51 w0  | 16,1300           | 16,51 w           | 16,1400           | –                 | x                 | –                 |
| 8     | Gyula Pálóczi       | HUN  | 15,58 w0  | 15,58 w           | x                 | x                 | x                 | x                 | x                 |

Datum: 30. Juni

#### Kugelstoßen
| Platz | Athlet            | Land | Weite (m) | Versuchsserie (m) | Versuchsserie (m) | Versuchsserie (m) | Versuchsserie (m) | Versuchsserie (m) | Versuchsserie (m) |
| Platz | Athlet            | Land | Weite (m) | 1. Versuch        | 2. Versuch        | 3. Versuch        | 4. Versuch        | 5. Versuch        | 6. Versuch        |
| 1     | Ulf Timmermann    | GER  | 20,26     | 20,03             | 20,02             | 20,26             | 19,96             | x                 | x                 |
| 2     | Sergei Smirnow    | URS  | 19,91     | 19,43             | 19,70             | x                 | 19,91             | 19,55             | x                 |
| 3     | Alessandro Andrei | ITA  | 19,16     | 19,00             | 18,96             | 18,76             | 19,00             | 19,16             | 18,88             |
| 4     | Georgi Todorow    | BUL  | 18,91     | 18,28             | 18,84             | 18,58             | 18,67             | 18,91             | 18,74             |
| 5     | Karel Šula        | TCH  | 18,72     | 17,97             | x                 | 18,72             | 17,38             | 18,66             | x                 |
| 6     | Paul Edwards      | GBR  | 18,68     | 18,53             | x                 | 18,52             | 18,68             | 18,68             | 18,12             |
| 7     | Luc Viudès        | FRA  | 18,05     | 17,75             | 18,05             | x                 | x                 | x                 | 17,50             |
| 8     | József Ficsór     | HUN  | 15,46     | 15,46             | x                 | x                 | x                 | x                 | x                 |

Datum: 29. Juni

#### Diskuswurf
| Platz | Athlet         | Land | Weite (m) | Versuchsserie (m) | Versuchsserie (m) | Versuchsserie (m) | Versuchsserie (m) | Versuchsserie (m) | Versuchsserie (m) |
| Platz | Athlet         | Land | Weite (m) | 1. Versuch        | 2. Versuch        | 3. Versuch        | 4. Versuch        | 5. Versuch        | 6. Versuch        |
| 1     | Attila Horváth | HUN  | 65,24     | 60,88             | x                 | 61,94             | 63,54             | x                 | 65,24             |
| 2     | Jürgen Schult  | GER  | 63,24     | 63,06             | 61,52             | 63,24             | 62,44             | 61,68             | x                 |
| 3     | Géjza Valent   | TCH  | 62,14     | 56,32             | 60,14             | 62,14             | 58,10             | 61,24             | 60,32             |
| 4     | Nikolai Kolew  | BUL  | 61,86     | 55,86             | 61,64             | 61,34             | 61,86             | 60,98             | 59,68             |
| 5     | Sergei Ljachow | URS  | 61,70     | 59,28             | 61,70             | x                 | 59,22             | x                 | 59,74             |
| 6     | Marco Martino  | ITA  | 60,74     | 60,08             | 60,74             | x                 | 60,00             | x                 | 57,62             |
| 7     | Kevin Brown    | GBR  | 55,26     | 49,16             | 55,14             | 50,40             | 54,48             | 54,50             | 55,26             |
| 8     | Jean Pons      | FRA  | 54,92     | 50,70             | 54,92             | x                 | x                 | 52.46             | 53,44             |

Datum: 30. Juni

#### Hammerwurf
| Platz | Athlet             | Land | Weite (m) | Versuchsserie (m) | Versuchsserie (m) | Versuchsserie (m) | Versuchsserie (m) | Versuchsserie (m) | Versuchsserie (m) |
| Platz | Athlet             | Land | Weite (m) | 1. Versuch        | 2. Versuch        | 3. Versuch        | 4. Versuch        | 5. Versuch        | 6. Versuch        |
| 1     | Ihar Astapkowitsch | URS  | 81,60     | 81,60             | 81,38             | 80,08             | 80,36             | 78,02             | 80,58             |
| 2     | Tibor Gécsek       | HUN  | 76,90     | 76,90             | 76,86             | x                 | 76,80             | x                 | 76,00             |
| 3     | Enrico Sgrulletti  | ITA  | 76,16     | 74,32             | 76,16             | x                 | 76,08             | x                 | 76,00             |
| 4     | Heinz Weis         | GER  | 75,62     | 73,78             | 75,62             | 75,30             | 74,06             | 75,58             | 74,42             |
| 5     | Plamen Minew       | BUL  | 74,96     | 73,96             | 74,96             | 74,94             | 74,18             | x                 | 73,38             |
| 6     | Raphaël Piolanti   | FRA  | 72,32     | 70,92             | 71,38             | 72,32             | 71,84             | 68,52             | 71,82             |
| 7     | Paul Head          | GBR  | 71,70     | 71,70             | 71,40             | 71,52             | x                 | 71,22             | 70,86             |
| 8     | Pavel Sedláček     | TCH  | 71,32     | 69,74             | x                 | x                 | 70,38             | 71,32             | 70,26             |

Datum: 30. Juni

#### Speerwurf
| Platz | Athlet           | Land | Weite (m) | Versuchsserie (m) | Versuchsserie (m) | Versuchsserie (m) | Versuchsserie (m) | Versuchsserie (m) | Versuchsserie (m) |
| Platz | Athlet           | Land | Weite (m) | 1. Versuch        | 2. Versuch        | 3. Versuch        | 4. Versuch        | 5. Versuch        | 6. Versuch        |
| 1     | Jan Železný      | TCH  | 82,84     | x                 | x                 | 76,08             | 77,74             | 82,84             | x                 |
| 2     | Viktor Zaysev    | URS  | 82,68     | 69,38             | 82,68             | x                 | x                 | x                 | 74,06             |
| 3     | Peter Blank      | GER  | 82,42     | 68,38             | 82,42             | –                 | 75,86             | x                 | 80,44             |
| 4     | Pascal Lefèvre   | FRA  | 80,44     | 69,56             | 76,90             | 72,38             | 79,66             | 80,44             | 74,28             |
| 5     | Mick Hill        | GBR  | 75,78     | 74,00             | x                 | 75,78             | 75,20             | 75,74             | x                 |
| 6     | Fabio De Gaspari | ITA  | 75,54     | 67,16             | 75,54             | 71,18             | x                 | 71,82             | x                 |
| 7     | László Palotai   | HUN  | 70,14     | x                 | 65,64             | 62,08             | 64,32             | x                 | 70,14             |
| DOP   | Emil Zwetanow    | BUL  | 78,22     | 66,12             | 75,38             | 74                | x                 | 78,22             | 72,80             |

Datum: 29. Juni
Doping:

Der Bulgare Emil Zwetanow, der zunächst Rang fünf belegt hatte, wurde nach einem positiven Dopingtest disqualifiziert.

### Frauen

#### 100 m
| Platz | Athletin          | Land | Zeit (s) |
| ----- | ----------------- | ---- | -------- |
| 1     | Irina Sergejewa   | URS  | 11,29    |
| 2     | Katrin Krabbe     | GER  | 11,45    |
| 3     | Anelija Nunewa    | BUL  | 11,74    |
| 4     | Stephanie Douglas | GBR  | 11,76    |
| 5     | Maguy Nestoret    | FRA  | 11,78    |
| 6     | Mirela Dulgheru   | ROU  | 11,94    |
| 7     | Joanna Smolarek   | POL  | 12,04    |
| 8     | Edit Molnár       | HUN  | 12,25    |

Datum: 29. Juni
Wind: −2,7 m/s

#### 200 m
| Platz | Athletin        | Land | Zeit (s) |
| ----- | --------------- | ---- | -------- |
| 1     | Irina Sergejewa | URS  | 22,48    |
| 2     | Andrea Thomas   | GER  | 23,08    |
| 3     | Maguy Nestoret  | FRA  | 23,22    |
| 4     | Simmone Jacobs  | GBR  | 23,78    |
| 5     | Zwetanka Iliewa | BUL  | 24,04    |
| 6     | Joanna Smolarek | POL  | 24,05    |
| 7     | Ágnes Kozáry    | HUN  | 24,21    |
| 8     | Elena Solcan    | ROU  | 24,30    |

Datum: 30. Juni
Wind: −3,4 m/s

#### 400 m
| Platz | Athletin           | Land | Zeit (s) |
| ----- | ------------------ | ---- | -------- |
| 1     | Marie-José Pérec   | FRA  | 49,32    |
| 2     | Grit Breuer        | GER  | 49,87    |
| 3     | Olga Nasarowa      | URS  | 51,17    |
| 4     | Linda Keough       | GBR  | 51,54    |
| 5     | Elzbieta Kilinska  | POL  | 52,30    |
| 6     | Judit Forgács      | HUN  | 52,63    |
| 7     | Elena Solcan       | ROU  | 53,07    |
| 8     | Milena Saratschewa | BUL  | 53,92    |

Datum: 29. Juni

#### 800 m
| Platz | Athletin            | Land | Zeit (min) |
| ----- | ------------------- | ---- | ---------- |
| 1     | Ella Kovacs         | ROU  | 1:59,01    |
| 2     | Christine Wachtel   | GER  | 1:59,61    |
| 3     | Swetlana Masterkowa | URS  | 1:59,69    |
| 4     | Ann Williams        | GBR  | 1:59,88    |
| 5     | Małgorzata Rydz     | POL  | 2:01,98    |
| 6     | Frédérique Quentin  | FRA  | 2:02,28    |
| 7     | Erszébet Szabó      | HUN  | 2:04,98    |
| 8     | Petja Straschilowa  | BUL  | 2:05,24    |

Datum: 29. Juni

#### 1500 m
| Platz | Athletin           | Land | Zeit (min) |
| ----- | ------------------ | ---- | ---------- |
| 1     | Doina Melinte      | ROU  | 4:00,83    |
| 2     | Natalia Artjomowa  | URS  | 4:01,01    |
| 3     | Ellen Kießling     | GER  | 4:05,13    |
| 4     | Christina Cahill   | GBR  | 4:05,64    |
| 5     | Małgorzata Rydz    | POL  | 4:07,92    |
| 6     | Katalin Radcz      | HUN  | 4:09,48    |
| 7     | Marie-Pierre Duros | FRA  | 4:19,19    |
| 8     | Olga Schelewa      | BUL  | 4:25,14    |

Datum: 30. Juni

#### 3000 m
| Platz | Athletin          | Land | Zeit (min) |
| ----- | ----------------- | ---- | ---------- |
| 1     | Margareta Keszeg  | ROU  | 8:44,47    |
| 2     | Uta Pippig        | GER  | 8:45,40    |
| 3     | Ljubow Kremljowa  | URS  | 8:49,72    |
| 4     | Annette Sergent   | FRA  | 8:52,06    |
| 5     | Yvonne Murray     | GBR  | 8:54,84    |
| 6     | Wanda Panfil      | POL  | 8:55,74    |
| 7     | Katalin Weniger   | HUN  | 9:03,08    |
| 8     | Radka Naplatanowa | BUL  | 9:57,52    |

Datum: 29. Juni

#### 10.000 m
| Platz | Athletin             | Land | Zeit (min)  |
| ----- | -------------------- | ---- | ----------- |
| 1     | Kathrin Ullrich      | GER  | 31:03,62 DR |
| 2     | Jill Hunter          | GBR  | 31:07,88000 |
| 3     | Iulia Negura         | ROU  | 32:10,37000 |
| 4     | Zita Ágoston         | HUN  | 32:12,45000 |
| 5     | Rosario Murcia       | FRA  | 32:34,32000 |
| 6     | Natalia Sorokiwskaja | URS  | 32:52,50000 |
| 7     | Anna Rybicka         | POL  | 34:21,80000 |
| 8     | Radka Naplatanowa    | BUL  | 36:36,16000 |

Datum: 30. Juni

#### 100 m Hürden
| Platz | Athletin               | Land | Zeit (s) |
| ----- | ---------------------- | ---- | -------- |
| 1     | Ludmilla Naroschilenko | URS  | 12,55    |
| 2     | Monique Éwanjé-Épée    | FRA  | 12,79    |
| 3     | Kristin Patzwahl       | GER  | 13,10    |
| 4     | Michaela Pogacean      | ROU  | 13,18    |
| 5     | Lesley-Ann Skeete      | GBR  | 13,26    |
| 6     | Urszula Włodarczyk     | GER  | 13,66    |
| 7     | Zita Bálint            | HUN  | 14,12    |
| 8     | Jordanka Stojanowa     | BUL  | 17,79    |

Datum: 30. Juni
Wind: −2,1 m/s

#### 400 m Hürden
| Platz | Athletin               | Land | Zeit (s) |
| ----- | ---------------------- | ---- | -------- |
| 1     | Margarita Ponomarjowa  | URS  | 54,42    |
| 2     | Sally Gunnell          | GBR  | 54,61    |
| 3     | Heike Meißner          | GER  | 55,64    |
| 4     | Nicoleta Căruțașu      | ROU  | 56,93    |
| 5     | Marie-Christine Cazier | FRA  | 57,56    |
| 6     | Monika Warnicka        | POL  | 58,55    |
| 7     | Judit Szekeres         | HUN  | 59,24    |
| 8     | Jordanka Stojanowa     | BUL  | 60,07    |

Datum: 29. Juni

#### 4 × 100 m Staffel
| Platz | Land           | Besetzung                                                                     | Zeit (s) |
| ----- | -------------- | ----------------------------------------------------------------------------- | -------- |
| 1     | Sowjetunion    | Nadeschda Roschtschupkina Galina Maltschugina Marina Schirowa Irina Sergejewa | 42,51    |
| 2     | Deutschland    | Andrea Philipp Katrin Krabbe Sabine Richter Heike Drechsler                   | 42,57    |
| 3     | Frankreich     | Magalie Simioneck Maguy Nestoret Valérie Jean-Charles Odiah Sidibé            | 43,60    |
| 4     | Rumänien       | Mirela Dulgheru Michaela Pogacean Laurentia Hurmuz Daniela Plescan            | 44,41    |
| 5     | Bulgarien      | Petja Pendarewa Walja Demirewa Zwetanka Iliewa Anelija Nunewa                 | 45,02    |
| 6     | Polen          | Katarzyna Sarmacka Urszula Włodarczyk Dorota Krawczak Joanna Smolarek         | 45,28    |
| 7     | Ungarn         | Éva Baráti Emese Molnár Monika Molnár Edit Molnár                             | 45,54    |
| 8     | Großbritannien | Stephanie Douglas Helen Miles Simmone Jacobs Paula Thomas                     | 48,22    |

Datum: 29. Juni

#### 4 × 400 m Staffel
| Platz | Land           | Besetzung                                                               | Zeit (min) |
| ----- | -------------- | ----------------------------------------------------------------------- | ---------- |
| 1     | Sowjetunion    | Jelena Rusina Ljudmila Dschigalowa Margarita Ponomarjowa Olga Nasarowa  | 3:21,77    |
| 2     | Deutschland    | Katrin Schreiter Sabine Busch Uta Rohländer Grit Breuer                 | 3:24,20    |
| 3     | Großbritannien | Sally Gunnell Lorraine Hanson Jennifer Stoute Linda Keough              | 3:24,25    |
| 4     | Ungarn         | Edit Molnár Ágnes Kozáry Noemi Batory Judit Forgács                     | 3:29,64    |
| 5     | Frankreich     | Elsa Devassoigne Véronique Poulain Francine Landre Viviane Dorsile      | 3:29,67    |
| 6     | Rumänien       | Elena Solcan Magdalena Nedelcu Cristieana Matei Nicoleta Căruțașu       | 3:29,94    |
| 7     | Polen          | Sylwia Pachut Barbara Grzywocz Renata Sosin Elzbieta Kilinska           | 3:33,65    |
| 8     | Bulgarien      | Jordanka Stojanowa Juliana Tenewa Petja Straschilowa Milena Saratschewa | 3:35,63    |

Datum: 30. Juni

#### Hochsprung
| Platz | Athletin            | Land | Höhe (m) | Versuchsserie (m) | Versuchsserie (m) | Versuchsserie (m) | Versuchsserie (m) | Versuchsserie (m) | Versuchsserie (m) | Versuchsserie (m) | Versuchsserie (m) | Versuchsserie (m) | Versuchsserie (m) | Versuchsserie (m) |
| Platz | Athletin            | Land | Höhe (m) | 1,70              | 1,75              | 1,80              | 1,85              | 1,88              | 1,90              | 1,92              | 1,94              | 1,96              | 1,98              | 2,01              |
| 1     | Swetlana Lessewa    | BUL  | 1,96     | –                 | o                 | o                 | o                 | o                 | o                 | o                 | o                 | xo                | xxx               |                   |
| 2     | Judit Kovács        | HUN  | 1,92     | –                 | o                 | o                 | o                 | o                 | o                 | xo                | xxx               |                   |                   |                   |
| 3     | Heike Henkel        | GER  | 1,90     | –                 | –                 | –                 | o                 | –                 | o                 | –                 | xxx               |                   |                   |                   |
| 4     | Debbie Marti        | GBR  | 1,90     | –                 | o                 | o                 | o                 | xo                | xo                | xxx               |                   |                   |                   |                   |
| 5     | Isabelle Chevallier | FRA  | 1,88     | o                 | o                 | xo                | xo                | x                 | xxx               |                   |                   |                   |                   |                   |
| 6     | Beata Hołub         | POL  | 1,88     | o                 | –                 | o                 | o                 | xxo               | xxx               |                   |                   |                   |                   |                   |
| 7     | Olimpia Constantea  | ROU  | 1,80     | o                 | o                 | o                 | xxx               |                   |                   |                   |                   |                   |                   |                   |
| DOP   | Jelena Rodina       | URS  | 1,98     | –                 | –                 | o                 | o                 | o                 | o                 | o                 | xo                | xo                | xo                | xxx               |

Datum: 30. Juni
Doping:
Die zunächst auf Rang eins platzierte sowjetische Athletin Jelena Rodina wurde nach einem positiven Dopingbefund disqualifiziert.

#### Weitsprung
| Platz | Athletin          | Land | Weite (m) | Versuchsserie (m) | Versuchsserie (m) | Versuchsserie (m) | Versuchsserie (m) | Versuchsserie (m) | Versuchsserie (m) |
| Platz | Athletin          | Land | Weite (m) | 1. Versuch        | 2. Versuch        | 3. Versuch        | 4. Versuch        | 5. Versuch        | 6. Versuch        |
| 1     | Heike Drechsler   | GER  | 7,20 w    | 7,06              | 7,02              | 7,20 w            | 7,19 w            | 7,1900            | 6,88              |
| 2     | Laryssa Bereschna | URS  | 7,0600    | 7,06              | 7,00              | 6,74 w            | 6,8100            | 6,8500            | x                 |
| 3     | Fiona May         | GBR  | 6,7700    | 6,69              | x                 | 6,6800            | 6,7700            | 6,72 w            | 6,56              |
| 4     | Agata Karczmarek  | POL  | 6,4200    | x                 | x                 | 6,2700            | 6,4200            | 6,0600            | x                 |
| 5     | Mirela Dulgheru   | ROU  | 6,4100    | 6,07              | 6,26              | 6,2100            | 6,4100            | 6,4000            | x                 |
| 6     | Iwa Prandschewa   | BUL  | 6,2400    | x                 | 6,16              | 6,0600            | 6,2400            | x                 | 5,81              |
| 7     | Ildikó Fekete     | HUN  | 6,1800    | 6,94              | 6,18              | 6,1100            | x                 | x                 | x                 |
| 8     | Florence Colle    | FRA  | 6,1700    | x                 | 6,01              | x                 | 6,1700            | 6,1100            | 6,10              |

Datum: 30. Juni

#### Kugelstoßen
| Platz | Athletin            | Land | Weite (m) | Versuchsserie (m) | Versuchsserie (m) | Versuchsserie (m) | Versuchsserie (m) | Versuchsserie (m) | Versuchsserie (m) |
| Platz | Athletin            | Land | Weite (m) | 1. Versuch        | 2. Versuch        | 3. Versuch        | 4. Versuch        | 5. Versuch        | 6. Versuch        |
| 1     | Natalja Lissowskaja | URS  | 21,12     | 19,00             | 21,12             | 20,69             | 20,64             | x                 | x                 |
| 2     | Astrid Kumbernuss   | GER  | 19,11     | 19,11             | 18,81             | x                 | x                 | 18,69             | 18,82             |
| 3     | Judy Oakes          | GBR  | 18,74     | 18,74             | 18,68             | x                 | x                 | 18,25             | x                 |
| 4     | Swetla Mitkowa      | BUL  | 18,64     | 18,64             | 18,45             | 18,44             | 17,76             | 18,64             | 18,68             |
| 5     | Krystyna Danilczyk  | POL  | 18,02     | 16,64             | 17,67             | x                 | 18,02             | 17,68             | 17,62             |
| 6     | Mihaela Oana        | ROU  | 17,63     | 16,59             | 17,63             | x                 | 17,50             | 17,42             | 17,29             |
| 7     | Viktoria Horváth    | HUN  | 16,84     | 16,82             | 16,84             | 16,76             | x                 | 16,71             | x                 |
| 8     | Léone Bertimon      | FRA  | 15,31     | 14,17             | x                 | x                 | 15,25             | 15,31             | 15,11             |

Datum: 29. Juni

#### Diskuswurf
| Platz | Athletin               | Land | Weite (m) | Versuchsserie (m) | Versuchsserie (m) | Versuchsserie (m) | Versuchsserie (m) | Versuchsserie (m) | Versuchsserie (m) |
| Platz | Athletin               | Land | Weite (m) | 1. Versuch        | 2. Versuch        | 3. Versuch        | 4. Versuch        | 5. Versuch        | 6. Versuch        |
| 1     | Ilke Wyludda           | GER  | 68,82     | 66,84             | 68,82             | 67,22             | 68,06             | x                 | 66,38             |
| 2     | Laryssa Mychaltschenko | URS  | 66,64     | 63,02             | 63,28             | 66,64             | 65,78             | 64,16             | x                 |
| 3     | Stefania Simowa        | BUL  | 62,94     | 62,94             | 57,08             | x                 | 55,82             | x                 | 58,76             |
| 4     | Renata Katewicz        | POL  | 57,66     | x                 | 57,66             | 54,18             | 57,38             | x                 | 56,96             |
| 5     | Manuela Tirneci        | ROU  | 56,54     | 56,54             | 53,52             | x                 | x                 | 51,62             | 54,44             |
| 6     | Jacqueline McKernan    | GBR  | 56,42     | 56,42             | 53,58             | x                 | x                 | x                 | 53,38             |
| 7     | Agnès Teppe            | FRA  | 54,92     | 54,92             | 52,00             | 54,32             | x                 | x                 | x                 |
| 8     | Ágnes Herczegh         | HUN  | 53,84     | 52,08             | 52,60             | x                 | 52,90             | 53,84             | x                 |

Datum: 30. Juni

#### Speerwurf
| Platz | Athletin               | Land | Weite (m) | Versuchsserie (m) | Versuchsserie (m) | Versuchsserie (m) | Versuchsserie (m) | Versuchsserie (m) | Versuchsserie (m) |
| Platz | Athletin               | Land | Weite (m) | 1. Versuch        | 2. Versuch        | 3. Versuch        | 4. Versuch        | 5. Versuch        | 6. Versuch        |
| 1     | Tessa Sanderson        | GBR  | 65,18     | 54,58             | x                 | 65,18             | x                 | x                 | –                 |
| 2     | Iryna Kostjutschenkowa | URS  | 64,56     | 59,66             | 64,56             | x                 | x                 | 61,40             | 59,52             |
| 3     | Petra Meier            | GER  | 63,18     | x                 | 53,72             | 63,18             | 59,88             | 57,78             | x                 |
| 4     | Genowefa Patla         | POL  | 58,72     | 56,48             | 57,84             | 53,74             | 55,92             | 54,96             | 58,72             |
| 5     | Carla Dumitru          | ROU  | 58,58     | x                 | 50,08             | 56,34             | x                 | 54,70             | 58,58             |
| 6     | Katalin Hartai         | HUN  | 57,68     | 57,68             | x                 | 56,70             | x                 | –                 | –                 |
| 7     | Antoaneta Selenska     | BUL  | 56,20     | 53,06             | 56,20             | 55,74             | 53,46             | 54,46             | 55,68             |
| 8     | Nadine Auzeil          | FRA  | 54,58     | 54,58             | 54,24             | x                 | 53,64             | 54,12             | 52,04             |

Datum: 29. Juni

## Videolinks
- Zusammenfassung
  - 1991 European Cup A final (29–30 June) Frankfurt, youtube.com, abgerufen am 11. Februar 2024
- Männerwettbewerbe
  - Men’s 100m Final - European Cup - Frankfurt 1991, youtube.com, abgerufen am 11. Februar 2024
  - Men’s 200m Final - European Cup - Frankfurt 1991, youtube.com, abgerufen am 11. Februar 2024
  - Men’s 400m Final - European Cup - Frankfurt 1991, youtube.com, abgerufen am 11. Februar 2024
  - Men’s 800m Final - European Cup - Frankfurt 1991, youtube.com, abgerufen am 11. Februar 2024
  - Men’s 1500m Final - European Cup - Frankfurt 1991, youtube.com, abgerufen am 11. Februar 2024
  - Men’s 10,000m Final - European Cup - Frankfurt 1991, youtube.com, abgerufen am 11. Februar 2024
  - Men’s 110m Hurdles Final - European Cup - Frankfurt 1991, youtube.com, abgerufen am 11. Februar 2024
  - Men’s 400m Hurdles Final - European Cup - Frankfurt 1991, youtube.com, abgerufen am 11. Februar 2024
  - Ralf Jaros 17.66 m NR - 1991 European Cup men's triple jump, youtube.com, abgerufen am 11. Februar 2024
  - Jan Zelezny (Czech Republic) Javelin 1991 European Cup A final Frankfurt, youtube.com, abgerufen am 11. Februar 2024
- Frauenwettbewerbe
  - Marie-José Pérec 400m, youtube.com, abgerufen am 11. Februar 2024